# Billy Barber
Billy Barber is een keyboardspeler en componist.
Barber, zoon van pianist William C. Barber (Bill Barber Sr), is het meest bekend van door de herkenningstune van de serie All My Children. Hij is keyboardspeler in de jazzgroep Flim & the BB's (met Jimmy Johnson, Bill Berg en Dick Oatts). Zijn song "Little Things" werd opgenomen door The Oak Ridge Boys. "Love is Worth the Pain" werd op de plaat gezet door Ray Charles. Barber heeft gecomponeerd voor kindervideos en diverse televisie- en radioseries zoals American Chronicles, Face the Nation en The Splendid Table.

## Discografie
- Debb Johnson (1969) (Monolith)
- Ice Water Leo Kottke (1974) (Capitol)
- Dreams and All That Stuff Leo Kottke (1974) (Capitol)
- Chewing Pine Leo Kottke (1975) (Capitol)
- The Best – Leo Kottke (1976) (Capitol)
- Lighthouse (1986) (DMP)
- Shades of Gray (1986) (DMP)
- Taste of DMP (1989) (DMP)
- The Crossing – Red River (1998)
- Bouncing Shoes (2001)
- Hello On the Go (2003) Music Workshop for Kids
- Flying Home – Bill Camplin (2003)

met Flim & the BB's
- Flim & the BB's (1978) (DMP)
- Tricycle (1983) (DMP)
- Tunnel (1984) (DMP)
- Big Notes (1985) (DMP)
- Neon (1987) (DMP)
- The Further Adventures of Flim & the BB's (1988) (DMP)
- New Pants (1990) (Warner Brothers.)
- Vintage/Best of (1992) (DMP)
- This Is a Recording (1992) (Warner Bros.)
- Tricycle (1999) (SACD reissue)  (DMP)

## Soundtracks
- Mystery Science Theater 3000: The Movie (1996)
- Old Explorers (1991)
- American Chronicles (1990)
- All My Children (1990–1995)
- Rockin Road Trip (1986)
- Guiding Light (2002–2008)

- International Standard Name Identifier: 0000 0000 2992 0864
- Library of Congress Control Number: n91115778
- MusicBrainz: 83c6ecce-ebc2-4064-ad28-49c7354469f4
- Virtual International Authority File: 75499146
- WorldCat: E39PBJckK6x6RXxkf8kMxjkMT3